# Mona de nit de Nancy Ma
La mona de nit de Nancy Ma (Aotus nancymaae) és una espècie de primat de Sud-amèrica. Aquesta mona de nit viu al Brasil, Colòmbia i el Perú. És conegut en la investigació mèdica pel seu rol com a organisme model en l'estudi de l'antigen de Duffy.

## Hàbitat
La mona de nit de Nancy Ma es troba als neotròpics del centre Amazònic i a la zona occidental del Brasil, a Sud-amèrica. Habiten principalment a la selva tropical i prefereixen regions forestals temporalment inundades, ja que en quedar humida l'escorça del tronc dels arbres, els proporciona forats que els serviran de refugi.
Durant el dia, resideixen en el pavelló inferior del bosc mentre que, de nit, habiten en els nivells superiors dels arbres recol·lectant flors i fruits.
Normalment no caminen per terra, però s'ha documentat locomoció terrestre en situacions d'emergència.

## Característiques
Es tracta de petits micos amb pelatge curt, dens i suau que pot ser de color gris o marró clar. Presenten una banda taronja al llarg del costat del coll i a la base dels membres i de la cua. Les seves mans estan desenvolupades per agafar-se als arbres i  la cua no és prènsil.
Ambdós sexes presenten una glàndula en posició caudal que utilitzen per a marcar el territori. Els genitals masculins són intensament acolorits.

## Reproducció
Viuen en grups petits formats per un parell de cries i  fins a un màxim de tres dels descendents més recents. Quan les cries arriben a l'edat adulta, forcen a un individu de la família a abandonar el grup i a buscar-ne un altre. Per tal d'atraure un nou grup, emeten sons característics en territoris ocupats esperant a ser acollits.
Les femelles tenen un desig sexual de 19 dies i tenen una cria després de cada gestació. Molt rarament poden arribar a tenir dues cries, però sol ser degut a l'existència d'una alta disponibilitat. Aotus nancymaae dona a llum una cria ben desenvolupada i el final de l'alletament té lloc a les 3 setmanes del naixement, però les cries conviuen amb el grup durant dos anys.

## Comportament
Són espècies socials. Formen petits grups de dos a cinc espècies que estan directament relacionats, però la competència pels recursos i per buscar refugi genera una forta territorialitat dins dels grups. Els arbres utilitzats per a la cerca d'aliment són les úniques àrees en les quals hi ha un solapament dels territoris. Defensen els seus territoris a través d'una vocalització agressiva i, en cas de necessitat, també poden arribar a utilitzar la violència.
Dormen en refugis acuradament seleccionats durant el dia. Aquesta selecció té lloc en funció de tres criteris: protecció dels depredadors (inclou l'ocultació i múltiples sortides per facilitar la fugida), un fàcil accés i espai suficient per albergar a tot el grup junt. Aquests espais inclouen allotjaments com ara forats en els arbres, concavitats en les branques, matolls i branques en les quals poden formar els refugis. A causa de la naturalesa nocturna d'A. nancymaae, aquests refugis són compartits amb altres organismes de la regió amb relativament poca competència per l'espai.

## Comunicació i percepció
Aotus nancymaae són espècies molt eloqüents. Per romandre en contacte, els grups d'A. nancymaae utilitzen constantment una sèrie de xiscles, xiulets i refilets. D'aquesta manera poden saber la posició del grup i la distància a la qual es troben. Un lleuger augment en el to permet la comunicació del perill de depredadors propers, i com que la comunicació és constant, tots els individus del grup són conscients de l'advertència i el que significa.
Aquests senyals auditius s'utilitzen també per raons territorials. En la defensa d'un territori, les cries emeten una sèrie de grinyols, xiulets i refilets durant 30-40 minuts. Els grups rivals responen mitjançant xiscles més greus durant períodes més llargs des d'una distància curta. Aquest intercanvi és el principal mètode per mostrar la propietat d'un territori. Els adults solitaris també emeten grinyols mentre passen per un territori ocupat, i es creu que aquesta comunicació es fa servir per a l'atracció de companys.

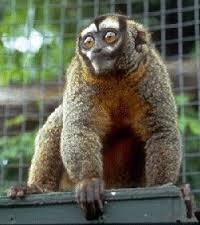
Aotus nancymaae

Aotus nancymaae utilitza la percepció visual. A diferència de moltes altres espècies nocturnes, presenten el tapetum lucidum, una capa de teixit situada en la part posterior de l'ull que actua com un mirall que reflecteix els raigs lluminosos i incrementa la llum disponible pels fotoreceptors. Aquest fenomen permet veure intensitats més altes de llum i, com que els impulsos nerviosos que es generen a la retina són molt ràpids, això també els permet augmentar la precisió de la visió i millorar la percepció de les preses en moviment. A més a més, aquesta espècie té els ulls molt grans, el que els permet una major captació de llum.

## Alimentació
Aotus nancymaae són frugívors i principalment mengen fruita i nèctar de la part superior de la copa dels arbres. No obstant, de vegades també s'alimenten d'insectes.

## Predació
Els colors atenuats del pelatge d'A. nancymaae són caracteristics de moltes espècies nocturnes. Aquest esquema de color, juntament juntament amb el fet que són  actius només durant la foscor, fa que siguin més difícils de ser observats pels depredadors. La mida gran d'ulls i els senyals nerviosos accelerats permeten a A. nancymaae percebre més ràpidament i veure-hi millor en el període nocturn.
Es comuniquen constantment permetent, d'aquesta manera, saber la ubicació dels membres de la seva família i notificar de la presència de depredadors. Un dels criteris d'elecció del niu és que presenti múltiples sortides per a casos d'emergència. Això permet a A. nancymaae evacuar ràpidament els seus propis nius sense ser acorralats a dins.
Hi ha poca informació sobre la depredació d'aquesta espècie. S'especula que per la seva naturalesa nocturna, fort comportament vocal i l'alta capacitat defensiva, A. nancymaae sigui una presa difícil de caçar. Les grans serps arbòries podrien ser els seus principals depredadors.